# Зеландія (провінція)
51°39′8″ пн. ш. 3°57′38″ сх. д. / 51.65222° пн. ш. 3.96056° сх. д.
Зеландія (нід. Zeeland Нідерландською: [ˈzeːlɑnt] ( прослухати); зеланд. Zeêland [ˈzɪəlɑnt]) — провінція на південному заході Нідерландів. Зеландія межує з голландськими провінціями Південна Голландія та Північний Брабант і бельгійськими провінціями Західна Фландрія, Східна Фландрія і Антверпен. Зеландія має 383 488 жителів (січень 2020 р.), адміністративним центром провінції є столиця Мідделбург, також найбільше місто провінції, за яким ідуть портове місто Вліссінген і розташований у центрі Гус. Однак муніципалітет з найбільшою кількістю жителів — Тернезен у Зеландської фландрії.

## Географія

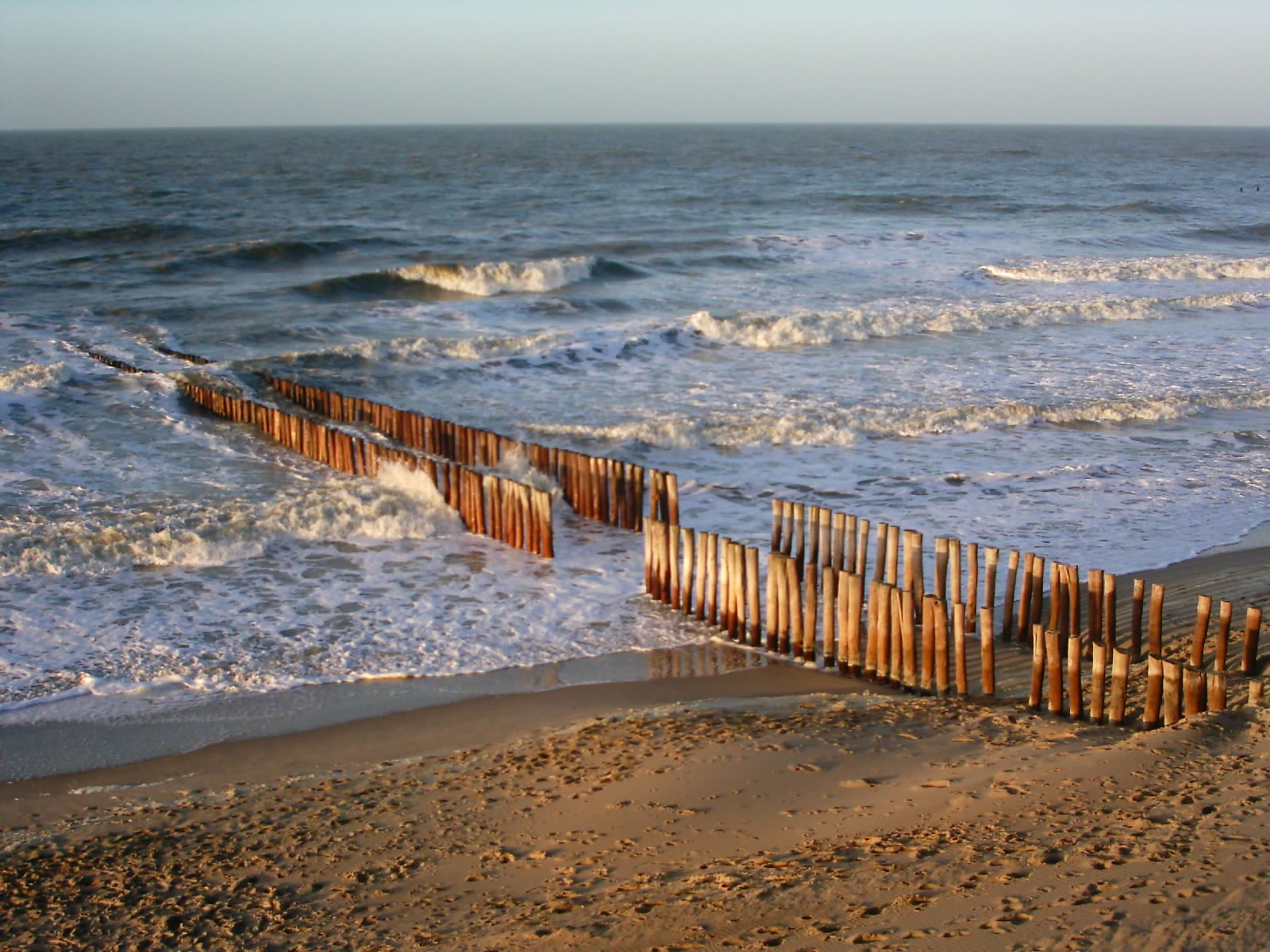
Пляж у Зеландії

Площа території 1788 км² (суходіл, 10-е місце), вода — 1146 км². Значна частина території провінції розташовується на островах і мисах у гирлі Шельди. Багато областей розташовані нижче рівня моря.

## Найбільші міста
Міста з населенням понад 30 тисяч осіб:
| Назва міста        | Населення, осіб (2009) |
| ------------------ | ---------------------- |
| Тернезен           | 55149                  |
| Мідделбург         | 47559                  |
| Вліссінген         | 44712                  |
| Гус                | 36754                  |
| Схаувен-Дьойвеланд | 33929                  |